# Léon Van Hove

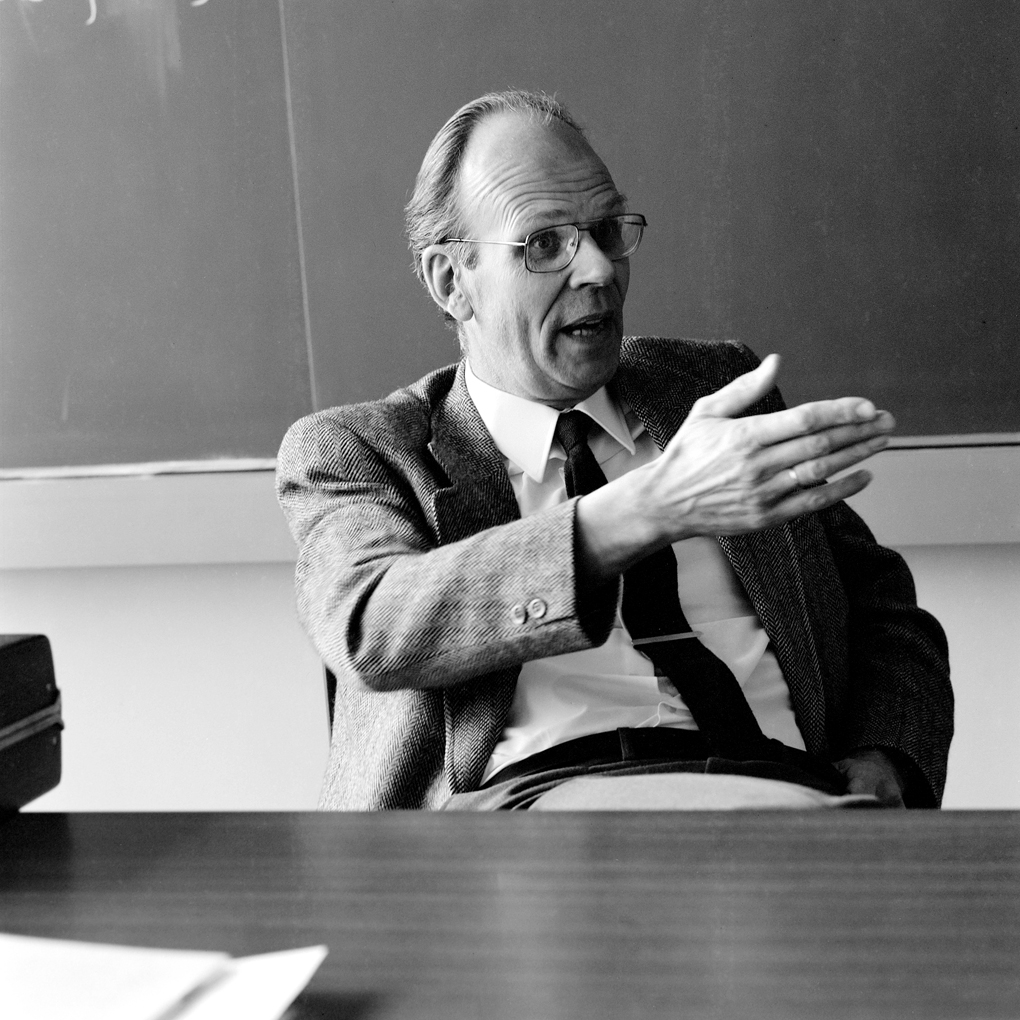
Van Hove im Interview am CERN im März 1976

Léon Charles Prudent Van Hove (* 1924 in Brüssel; † 2. September 1990) war ein belgischer theoretischer Physiker. Sein Forschungsinteresse entwickelte sich von der Mathematik über die Festkörperphysik zur Kernphysik und Elementarteilchenphysik sowie zur Kosmologie.

## Leben
Van Hove studierte Mathematik und Physik an der Université Libre de Bruxelles (ULB). 1946 promovierte er in Mathematik an der ULB bei Théophile de Donder. Ab 1949/1950 und 1952 bis 1954 arbeitete er am Princeton Institute for Advanced Study, wo er Robert Oppenheimer kennenlernte. Später arbeitete er am Brookhaven National Laboratory und war Professor und Direktor des Instituts für theoretische Physik an der Universität Utrecht in den Niederlanden. 1959 wurde er Leiter der Theorieabteilung des CERN. Nachdem er von 1971 bis 1974 geschäftsführender Direktor am Max-Planck-Institut für Physik in München war, kehrte er ans CERN zurück, wo er 1976 bis 1980 Forschungsdirektor war und bis 1982 blieb.
1958 erhielt er den Francqui-Preis, 1962 den Dannie-Heineman-Preis für mathematische Physik, 1971 den Nessim Habib Preis der Universität Genf und 1974 die Max-Planck-Medaille. Er war Ehrendoktor der Universitäten von Warschau (1975), Helsinki (1977), Pavia (1977). Seit 1959 war er Mitglied der Königlich Niederländischen Akademie der Wissenschaften, seit 1960 der Flämischen Akademie der Wissenschaften und seit 1961 der Königlich Belgischen Akademie der Wissenschaften. Seit 1974 war er auswärtiges Mitglied der Königlich Schwedischen Akademie der Wissenschaften. 1964 wurde er Ehrenmitglied der American Association for the Advancement of Science und der American Academy of Arts and Sciences. 1975 wurde er zum Mitglied der Deutschen Akademie der Naturforscher Leopoldina gewählt, 1980 zum Mitglied der National Academy of Sciences und der American Philosophical Society. Zudem war er Mitglied der American Physical Society.
Zu seinen Doktoranden zählt Martinus Veltman.
Er war einer der ersten Herausgeber von Physics Letters. Zu den frühen Erfolgen, die er für die Zeitschrift verbuchen konnte, gehörte die Veröffentlichung des Aufsatzes über Quarks von Murray Gell-Mann (1964). Im gleichen Jahr spielte er auch eine weniger rühmliche Rolle im Konflikt mit George Zweig, der damals am CERN war und ebenfalls das Quark-Konzept einführte.